# Pianotrio (Nielsen)
Het Piano Trio in G-majeur (FS 3i) is een van de vroege composities van de Deense componist Carl Nielsen. Nielsen componeerde het werk, terwijl hij nog in opleiding was. Toch bevat het al elementen van zijn latere composities, met name de lichtheid en helderheid van de muziek is karakteristiek. Het hoofdthema bestaat uit drie dezelfde tonen (het werk begint ermee), die het gehele werk hun opwachting maken, in steeds andere gedaanten.

## Compositie
Het pianotrio beslaat drie delen:
1. I
2. II. Andante
3. III. Allegretto grazioso.

Het is geschreven voor piano, viool en cello.

## Bron en discografie
- Uitgave Dacapo; het Diamant Ensemble.